# Bongaigaon Refinery & Petro-Chemical Ltd Township
Bongaigaon Refinery & Petro-Chemical Ltd Township (a volte abbreviato in BRPL Township) è una suddivisione dell'India, classificata come census town, di 6.612 abitanti, situata nel distretto di Bongaigaon, nello stato federato dell'Assam. In base al numero di abitanti la città rientra nella classe V (da 5.000 a 9.999 persone).

## Società

### Evoluzione demografica
Al censimento del 2001 la popolazione di Bongaigaon Refinery & Petro-Chemical Ltd Township assommava a 6.612 persone, delle quali 3.384 maschi e 3.228 femmine. I bambini di età inferiore o uguale ai sei anni assommavano a 856, dei quali 440 maschi e 416 femmine. Infine, coloro che erano in grado di saper almeno leggere e scrivere erano 5.618, dei quali 2.934 maschi e 2.684 femmine.